# 聖母被昇天修道会
聖母被昇天修道会（せいぼひしょうてんしゅうどうかい）（RA）はカトリック教会の女子修道会。

## 沿革
聖母被昇天修道会は1839年、マリー・ウージェニー・ミルレによって創立され、女子教育、福祉で活躍する。白のヴェールに典礼で「悲しみ」を表す紫色を用いた修道服が特徴である。
日本における活動は1952年、フィリピン管区から修道女5人が派遣されたことに始まり、現在、大阪府箕面市に本部を置き、聖母被昇天学院を運営している。